# Revolver (film 1973)
Revolver è un film del 1973 diretto da Sergio Sollima.

## Trama
Vito Cipriani è il vice-direttore di un penitenziario di Milano, in cui è detenuto Milo Ruiz, un criminale di poco conto. La moglie di Vito, Anna, viene rapita da una banda che richiede, in cambio della sua liberazione, il rilascio in libertà di Milo. Non sapendo cosa fare, il vicedirettore decide di aiutarlo ad evadere e si mette con lui alla ricerca della moglie. Ben presto, tuttavia, si rende conto di essere una pedina di un gioco molto più grande, che coinvolge grossi interessi politici e comprende che la vicenda è connessa ad un attentato nei confronti di un imprenditore del petrolio. Decide così, inevitabilmente, di solidarizzare con Milo per riuscire a ritrovare la moglie e tentare di smascherare questi intrighi.

## Colonna sonora
Composta ed arrangiata da Ennio Morricone, diretta da Bruno Nicolai è stata pubblicata su vinile nello stesso anno dalla casa discografica EMI General Music.
Partecipano all'incisione alcuni dei musicisti abituali di Morricone:
- Bruno Nicolai: direzione d'orchestra
- Edda Dell'Orso: voce
- Giulia De Mutiis: voce
- Enzo Restuccia: batteria
- Libero Tosoni: chitarra
- Enrico Pieranunzi: pianoforte
- Arnaldo Graziosi: pianoforte
- Oscar Valdambrini: tromba
- Nicola Samale: flauto
- I Cantori Moderni di Alessandroni: cori

### Musiche
- La canzone dei titoli di testa si intitola Un amì (di Bevilacqua, Desage, Morricone) ed è cantata da Daniel Beretta. Per i titoli di coda è stata usata la versione musicale, che è stata poi riutilizzata da Quentin Tarantino nel film Bastardi senza gloria nel climax tra Shosanna Dreyfus e Frederick Zoller.

## Produzione

### Location
- Una scena del film è stata girata al passo della Presolana, in provincia di Bergamo.

## Distribuzione
Distribuito nei cinema italiani il 27 settembre 1973, Revolver ha incassato complessivamente 477.374.000 lire dell'epoca.